# Sedum obcordatum
Sedum obcordatum är en fetbladsväxtart som beskrevs av Robert Theodore Clausen. Sedum obcordatum ingår i Fetknoppssläktet som ingår i familjen fetbladsväxter. Inga underarter finns listade i Catalogue of Life.